# Guillaume Le Coat
Guillaume Le Coat, nommé Gwil ar C’hoad en breton, né le 27 août 1845 à Trémel et mort le 1er mars 1914 au même endroit, est un pasteur protestant, traducteur de la Bible et écrivain français de Bretagne. 

## Biographie
Guillaume Le Coat est originaire de Trémel et est un petit-fils de Guillaume Ricou. Après avoir été formé à l'école normale protestante de Courbevoie, il devient instituteur ambulant avec sa mère, parcourant la région avec une « voiture biblique » dans les écoles protestantes créés par le pasteur John Jenkins, créateur d'œuvres philanthropiques.
Il créa notamment à Trémel une école gratuite de garçons, puis un cours pour adultes. Il créa également une école à Pont-Menou, en Plouégat-Guérand qui ouvre en 1879, avec l'aide d'un couple d'instituteurs protestants venus du Béarn, Médard Harrioo-Chou et son épouse.
Vulgarisateur agricole, il est aussi traducteur en breton de la Bible et des Évangiles (cette traduction dépassa les 100 000 exemplaires) et édita chaque année à partir de 1885 un almanach en langue bretonne qui fut acheté par des dizaines de milliers de personnes ; il fut aussi l'auteur de fables, de cantiques et de chansons en langue bretonne. Il fonda, toujours à Trémel, un hospice en 1875 et deux orphelinats (un de filles en 1888 et un de garçons en 1892) et créa, pour donner du travail aux orphelins, une usine à teiller le lin et le chanvre en 1899. Également propagandiste protestant, il ouvrit plus d'une douzaine de salles de culte, notamment à Brest, Huelgoat, etc .